# Neath FC
Neath Football Club byl velšský fotbalový klub sídlící ve městě Neath. Klub byl založen v roce 2005 jako Neath Athletic, zanikl v roce 2012.

## Poslední soupiska
| Číslo |        | Pozice | Hráč            |
| ----- | ------ | ------ | --------------- |
|       | Wales  | B      | Lee Kendall     |
|       | Wales  | B      | Kerry Nicholas  |
|       | Wales  | O      | Luke Cummings   |
|       | Wales  | O      | Kai Edwards     |
|       | Wales  | O      | Ian Hillier     |
|       | Wales  | O      | Jack Lewis      |
|       | Wales  | O      | Matthew Rees    |
|       | Wales  | Z      | Matthew Collins |
|       | Wales  | Z      | Adie Harris     |
|       | Anglie | Z      | Joe Holt        |

| Číslo |       | Pozice | Hráč             |
| ----- | ----- | ------ | ---------------- |
|       | Wales | Z      | Laurie Marsh     |
|       | Wales | Z      | Kerry Morgan     |
|       | Wales | Z      | Luke Horgan      |
|       | Wales | Z      | Kristian O'Leary |
|       | Wales | Z      | Garyn Preen      |
|       | Wales | Z      | Liam Thomas      |
|       | Wales | Ú      | Luke Bowen       |
|       | Wales | Ú      | Rhydian Knox     |
|       | Wales | Ú      | Chris Jones      |
|       | Wales | Ú      | Toby Jones       |

## Umístění v jednotlivých sezonách
| Sezóny  | Liga                 | Úroveň | Z  | V  | R  | P  | VG | OG | +/- | B  | Pozice |
| ------- | -------------------- | ------ | -- | -- | -- | -- | -- | -- | --- | -- | ------ |
| 2007/08 | Welsh Premier League | 1      | 34 | 15 | 9  | 10 | 57 | 52 | +5  | 54 | 7.     |
| 2008/09 | Welsh Premier League | 1      | 34 | 10 | 4  | 20 | 43 | 65 | -18 | 34 | 14.    |
| 2009/10 | Welsh Premier League | 1      | 34 | 12 | 11 | 11 | 41 | 38 | +3  | 47 | 9.     |
| 2010/11 | Welsh Premier League | 1      | 32 | 16 | 10 | 6  | 62 | 41 | +21 | 58 | 3.     |
| 2011/12 | Welsh Premier League | 1      | 32 | 18 | 8  | 6  | 60 | 36 | +24 | 62 | 3.     |

## Účast v evropských pohárech
| Ročník  | Soutěž             | Kolo        | Klub         | Doma | Venku | Celkem |
| ------- | ------------------ | ----------- | ------------ | ---- | ----- | ------ |
| 2011/12 | Evropská liga UEFA | 1. předkolo | Aalesunds FK | 0:2  | 1:4   | 1:6    |